# TAM
TAM (словен. Tovarna avtomobilov Maribor, дос. «Мариборський автомобільний завод») — колишній югославський, а згодом словенський виробник автотранспортних засобів, розташований у Мариборі.

## Асортимент продукції
TAM має давню історію виробництва засобів пересування. Фірма раніше виготовляла різні типи транспортних засобів: від військових, легких і важких вантажівок до пожежних автомобілів, автобусів і навіть деталей машин, таких як двигуни. Нині ж вона зосередилася тільки на автобусах.
Поточна лінійка виробів:
- автобуси для обслуговування аеропортів VIVAIR
- електробуси VERO
- автобуси далекого прямування під назвою VIVE[1]

## Історія

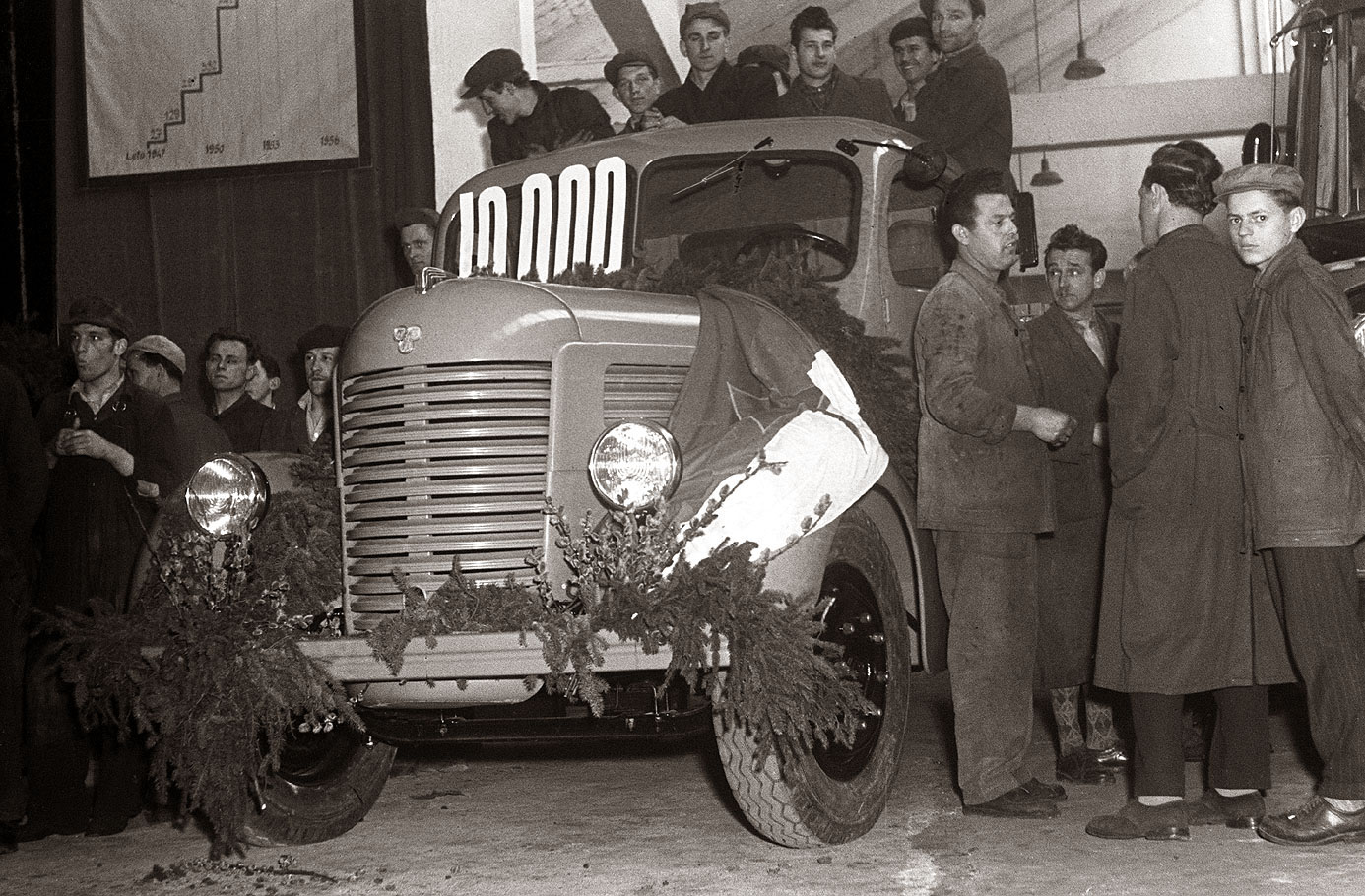
TAM Pionir (1957)

1938 року Королівство Югославія оголосило конкурс на пошук моделі вантажівки, яка б вироблялася в країні за ліцензією. Автомобілі-претенденти мали проїхати 8000 км неякісними югославськими дорогами. Переможець конкурсу завод Industrija Motora Rakovica (IMR) з-під Белграда вже в 1938 році почав одержувати вузли для складання першого югославського автомобіля, який зійшов з конвеєра в 1940 році. На жаль, виробництво перервалося через вторгнення в Югославію 1941 року.
Виробництво відновили 1947 року під назвою «Піонір», але до 1950 року було виготовлено менш ніж 1200 одиниць, після чого виробництво перенесли із Сербії на автомобільний завод у Мариборі. Початки цього заводу було закладено в часи німецької окупації, коли 1942 року на промисловому майданчику за містом налагодили виготовлення деталей для літаків. Щоб підтримувати виробництво під час повітряних атак союзників, деякі виробничі потужності розмістили в тунелях.
Упродовж наступних п'ятнадцятьох років було виготовлено близько 17 146 автомобілів, відомих під маркою TAM Pionir, що стала першою моделлю Мариборського автозаводу і вироблялася до 1962 року за ліцензією чехословацької фірми Praga. Більшість випущеної продукції складали бортові вантажівки, але виготовлялися і пожежні машини, автобуси та інші транспортні засоби.
TAM швидко став провідним виробником вантажівок комуністичної Югославії. 1958 року завод почав виготовлення транспортних засобів за ліцензією західнонімецької фірми Magirus-Deutz. У 1961 році завод перейменували на Tovarna Avtomobilov in Motorjev Maribor («Мариборський завод автомобілів і двигунів»), однак абревіатура та логотип TAM збереглися. У добу свого розквіту тут працювало понад 8000 робітників. Однак економічний занепад 1980-х років спричинив фінансові труднощі, і в 1996 році фірму було розпущено.
2001 року назва «TAM» змінилася на «TVM» (Tovarna vozil Maribor «Мариборський завод транспортних засобів»), який виробляв за ліцензією вантажівки MAN переважно для словенської армії. TVM увійшла до групи Viator & Vector і так працювала кілька років до фінансової кризи 2007—2008 рр. 2011 року фірма збанкрутувала з боргами на загальну суму понад 62 мільйони євро.
2014 року підприємство відновили під назвою TAM - Europe з китайськими інвестиціями від групи China Hi-Tech Group Corporation. Його основна продукція — автобуси для аеропортів, до якої можна додати автобуси та електробуси під назвою «VERO».

## Колишня лінійка продукції
У минулому фірма «TAM» присвоювала моделям своїх вантажівок найменування з трьох змінних за формулою «число-літера-число», де перше число означає потужність двигуна (у к.с.), буква T означає словенське слово tovornjak (вантажівка), а друге число — максимальне корисне навантаження (в тоннах).
Приклади:
- TAM 110 T7 B/BV (1976—1991)
- TAM 150 T11 B/BV (1979—1991)

Автобусам «TAM» присвоювали позначення із чотирьох змінних «число-літера-число-літера», де перше число означало потужність двигуна, буква А означала слово «автобус» (avtobus), друге число позначало довжину автобуса в дециметрах, а друга літера могла бути «M», «P» або «T» для позначення mestni (міський автобус), primestni (приміський автобус) або turistični (туристичний автобус).

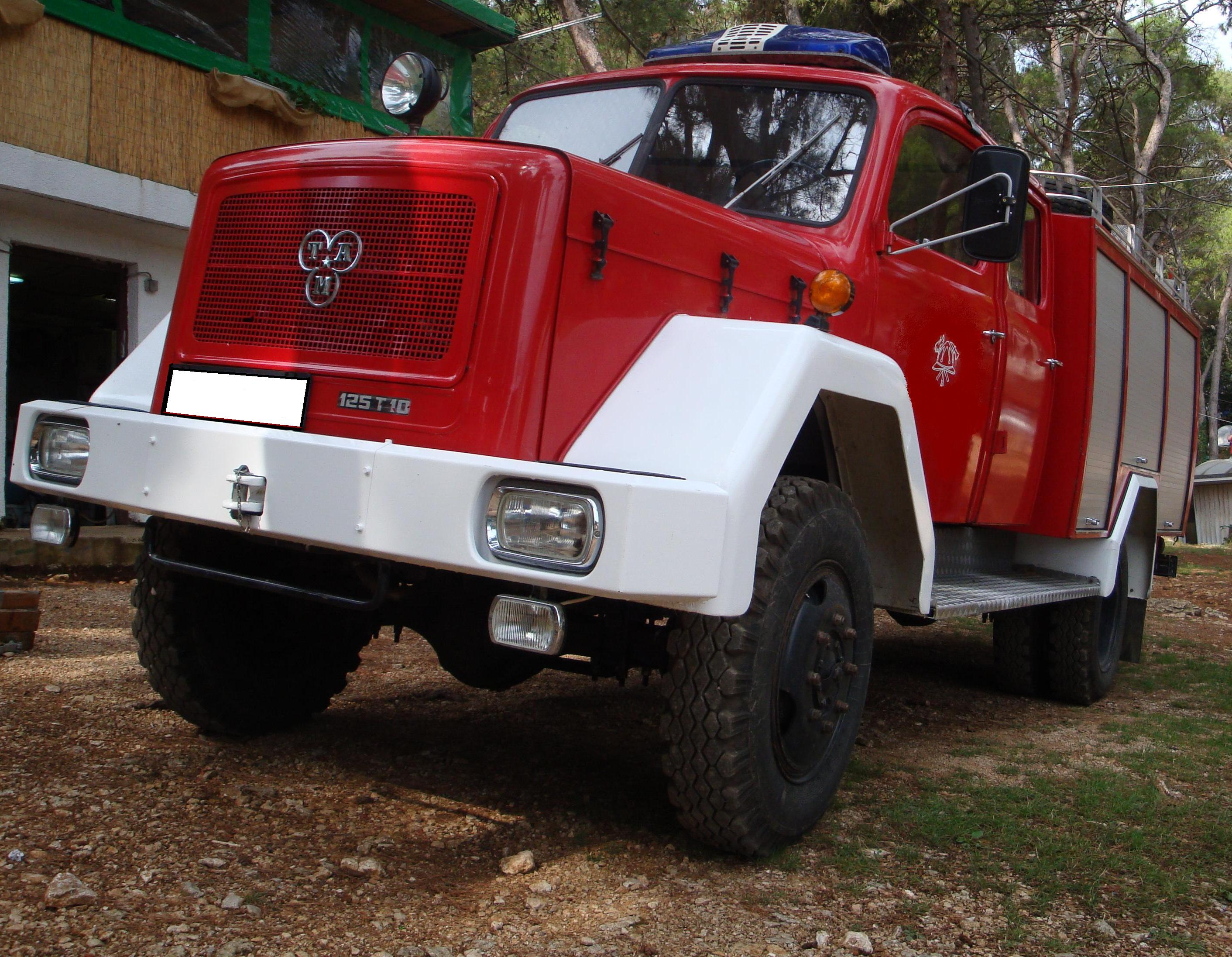
Пожежний автомобіль TAM 125 T10
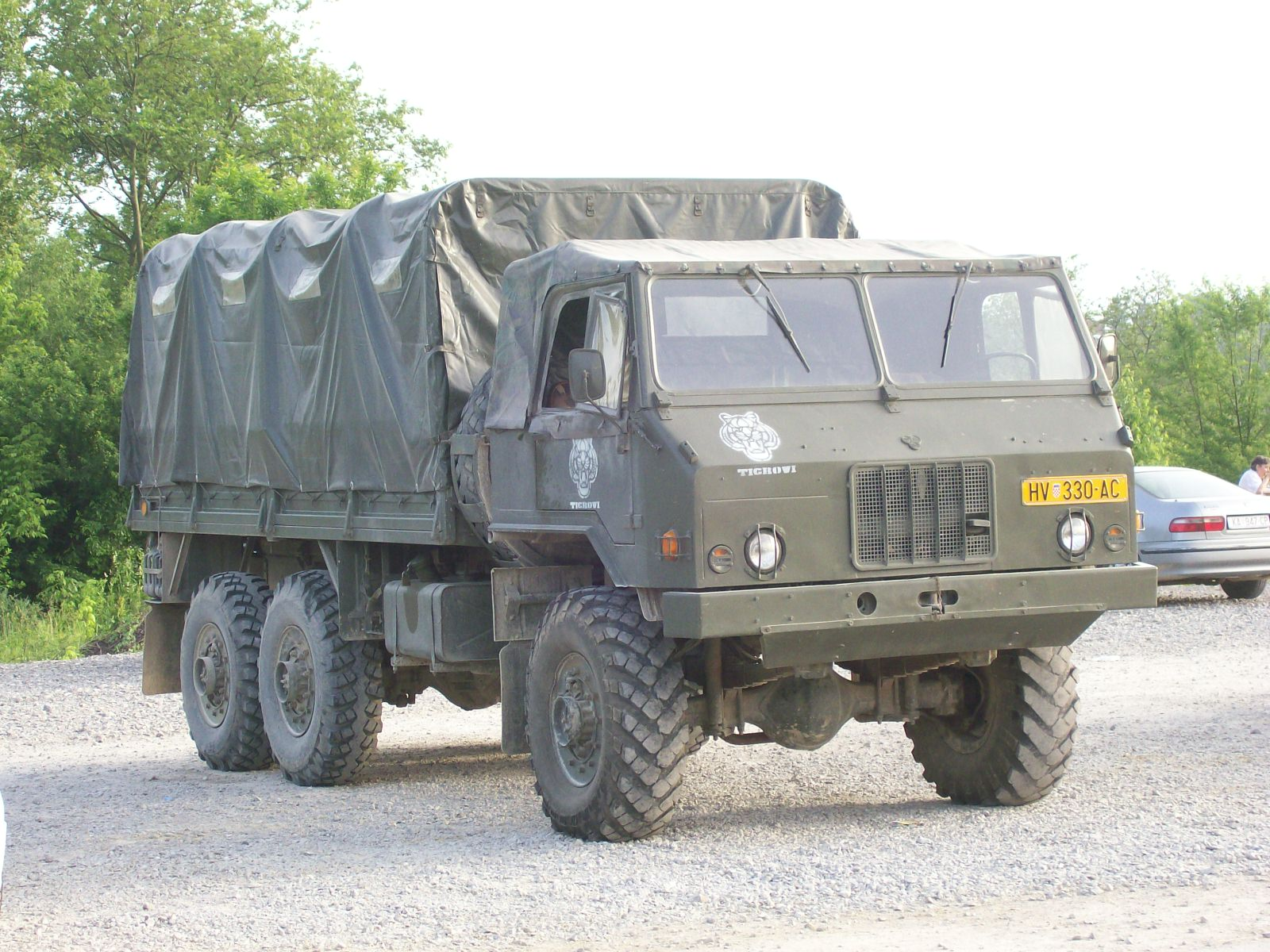
Військово-транспортна вантажівка TAM 150 T11
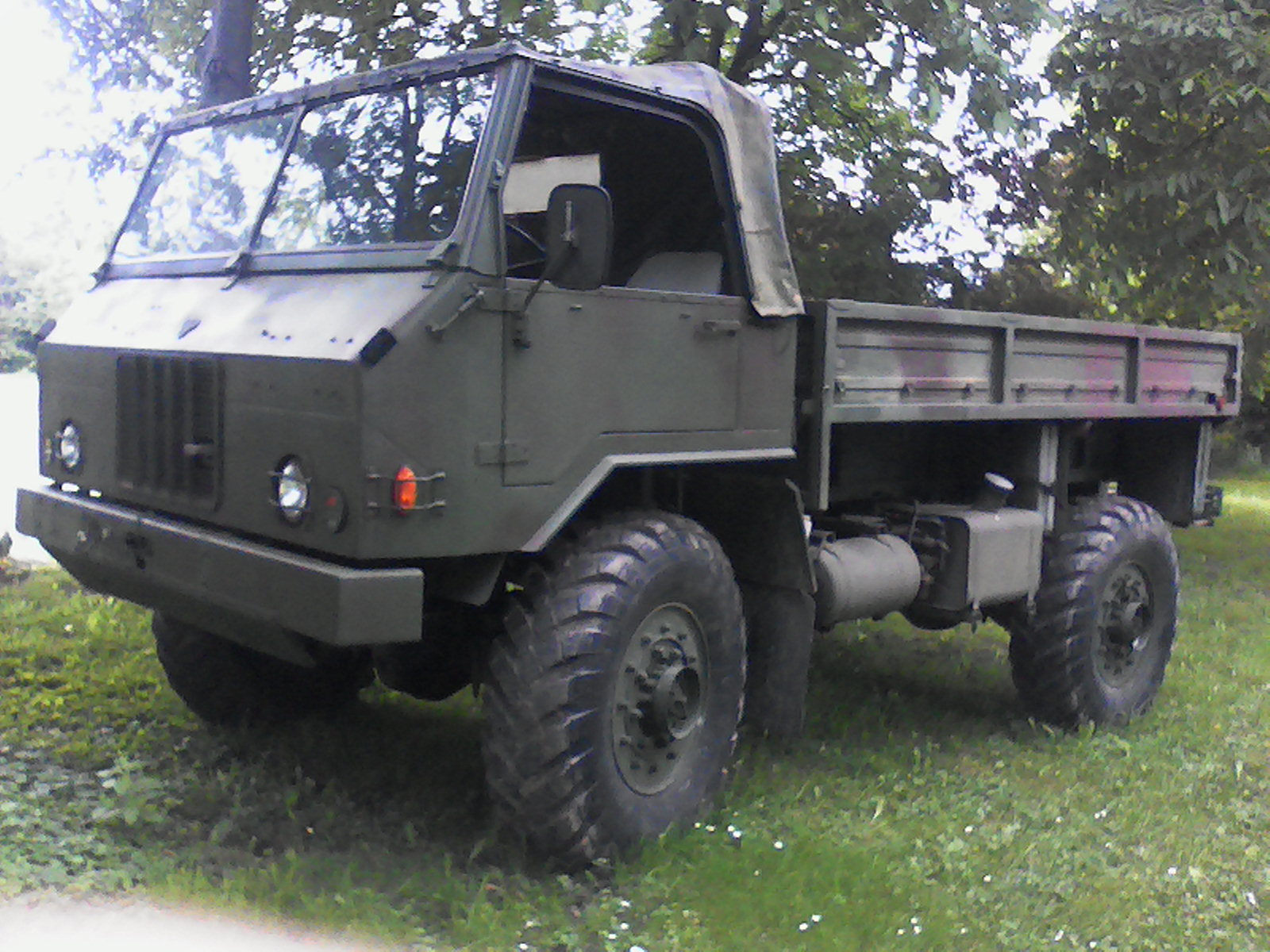
Легка військова вантажівка TAM 110 T7
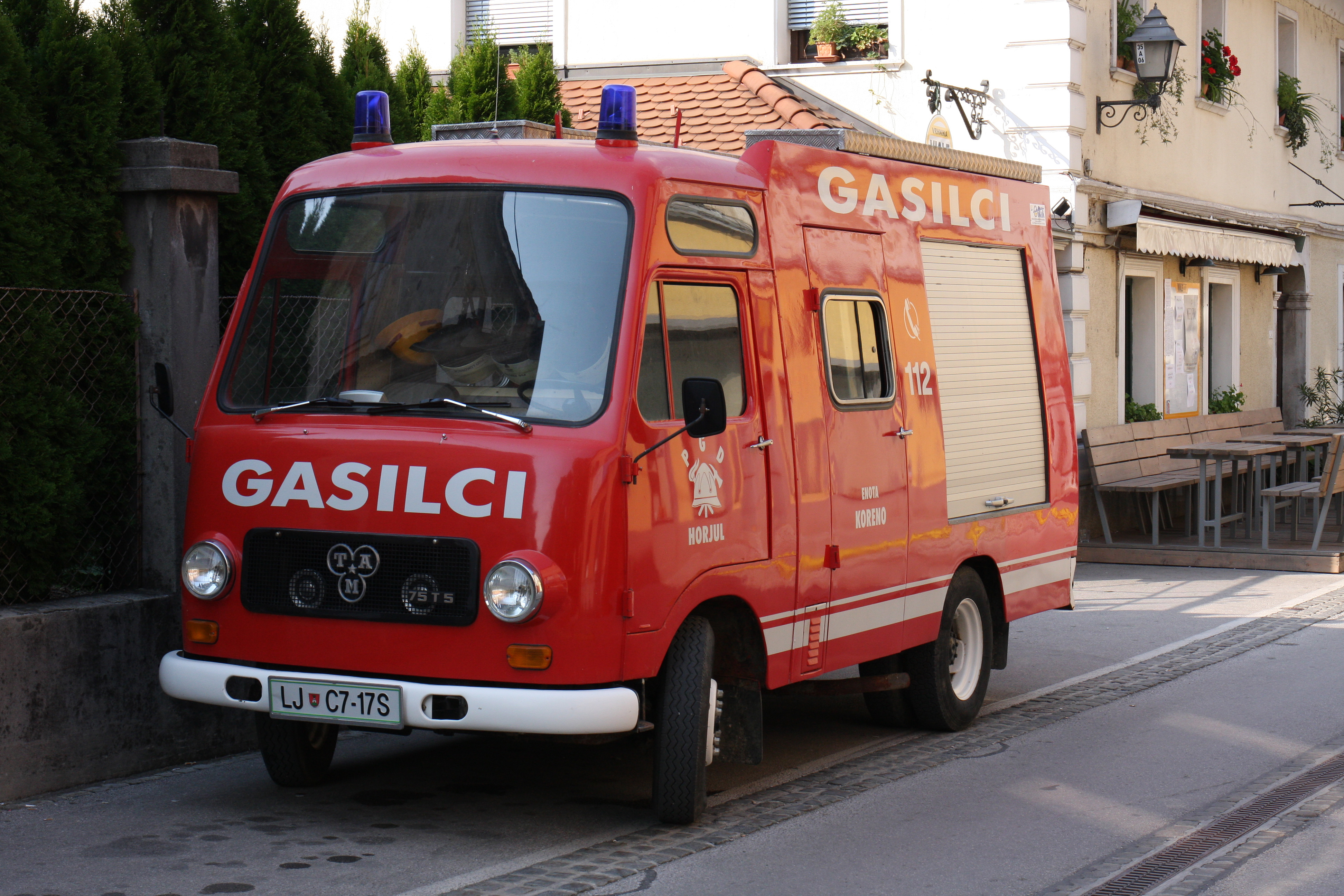
TAM 75
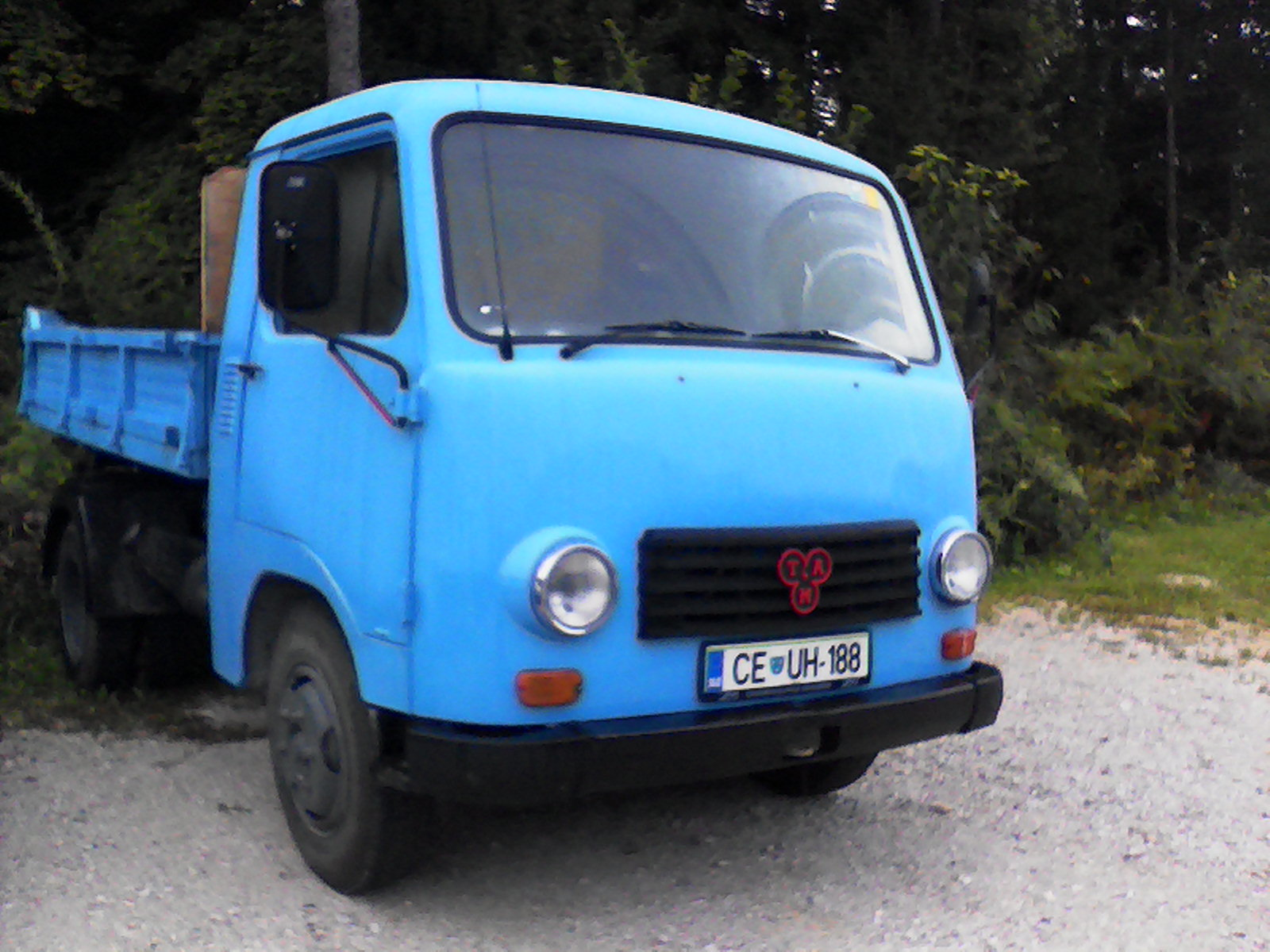
TAM 80 T5
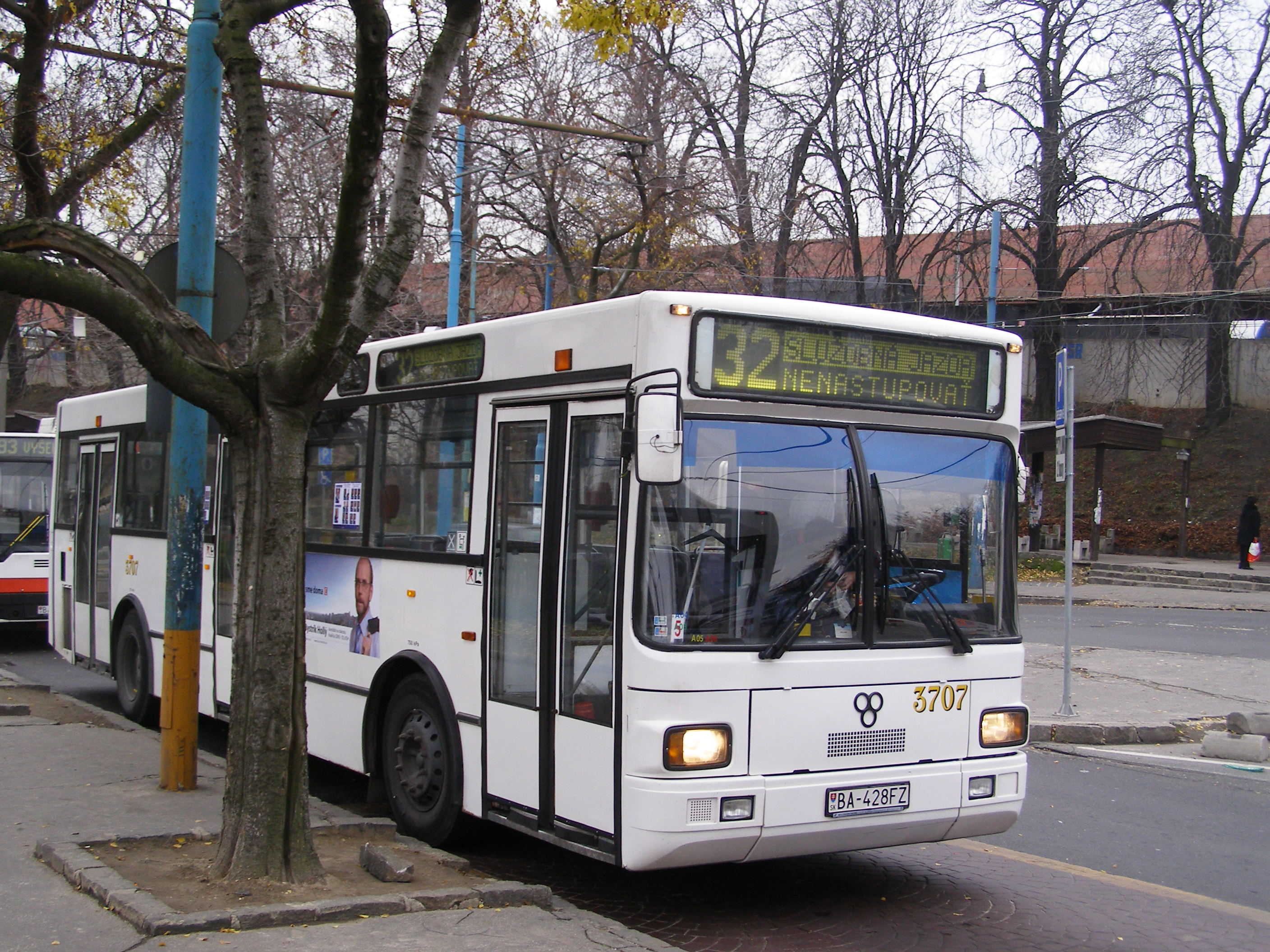
Автобус TAM 232 A 116 M у Братиславі

## Логотип
Логотип «TAM» скидається на трилисту конюшину, що стримить на вістрі, де кожна частка містить одну літеру абревіатури, а посередині вгніздилася маленька п'ятипроменева зірка. Коли фірма 2014 року отримала нові інвестиції, вона також оновила і логотип.

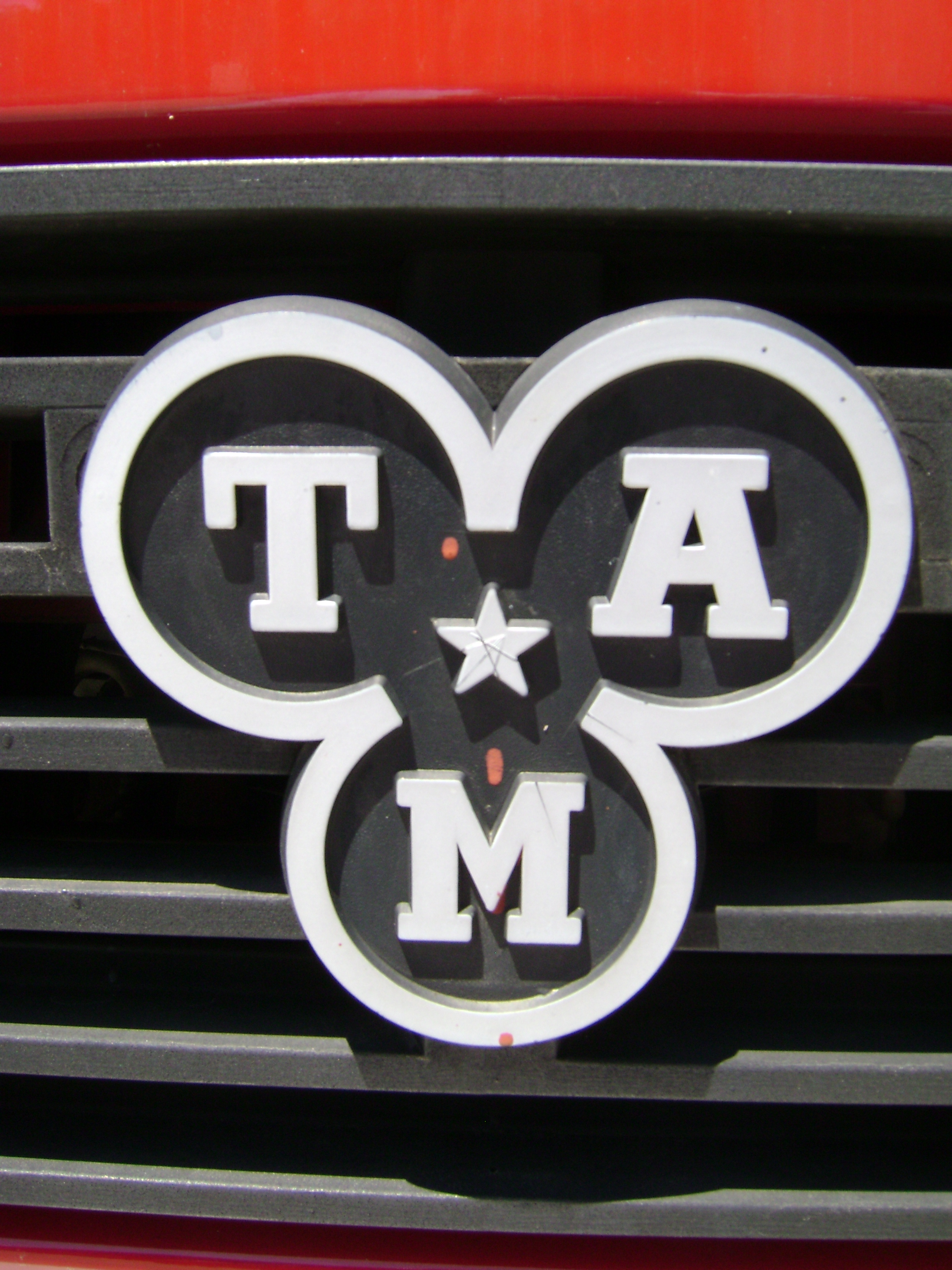
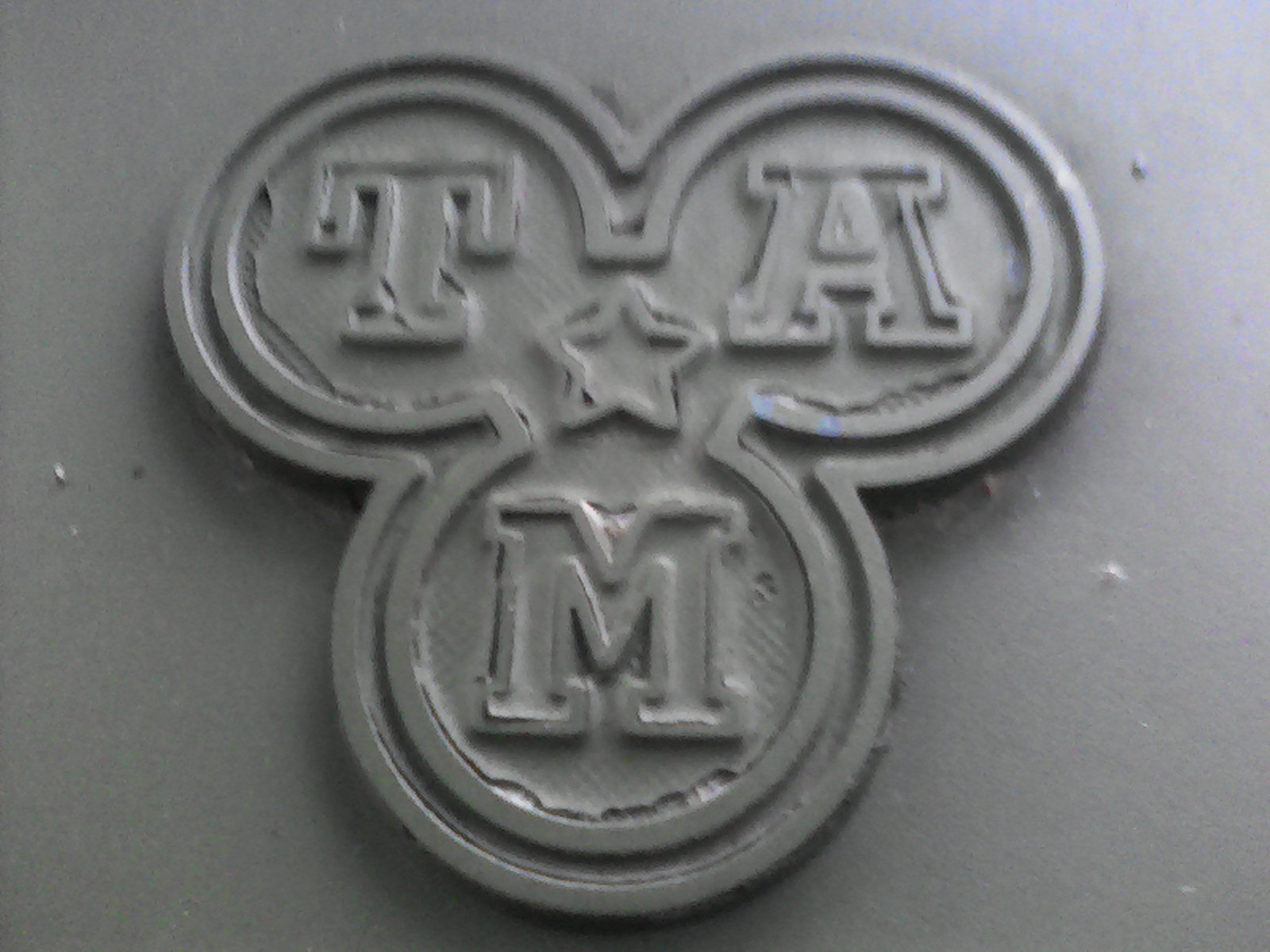
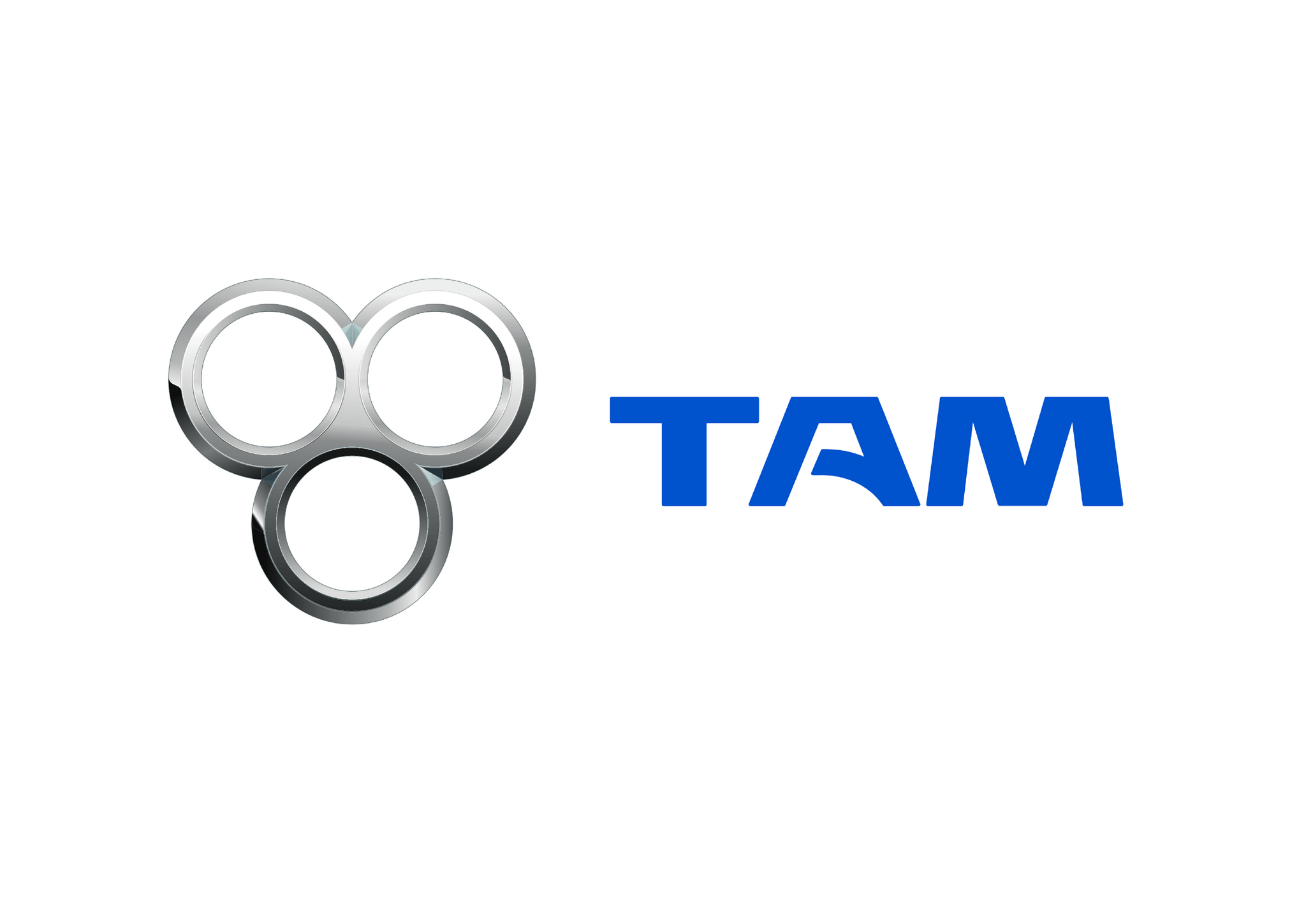

## Обсяг випуску транспортних засобів за роками
| Рік  | К-сть виготовлених одиниць |
| ---- | -------------------------- |
| 1947 | 27                         |
| 1948 | 113                        |
| 1949 | 288                        |
| 1950 | 446                        |
| 1951 | 787                        |
| 1952 | 716                        |
| 1953 | 1389                       |
| 1954 | 1659                       |
| 1955 | 1966                       |
| 1956 | 2310                       |
| 1957 | 2749                       |
| 1958 | 2526                       |
| 1959 | 2605                       |
| 1960 | 2777                       |
| 1961 | 2838                       |
| 1962 | 3013                       |
| 1963 | 3508                       |
| 1964 | 3872                       |
| 1965 | 3943                       |
| 1966 | 4085                       |
| 1967 | 4764                       |
| 1968 | 5513                       |
| 1969 | 5621                       |
| 1970 | 6442                       |